# Pierre plantée du Planal de la Coma del Llop
La pierre plantée du Planal de la Coma del Llop est un menhir probable situé à Vingrau, dans le département français des Pyrénées-Orientales.

## Historique
La pierre a été découverte dans les années 1950 par Jean Abélanet mais ne fut signalée qu'en 1984. Elle correspond peut-être à la Peyrafitta mentionnée dans un acte de vente daté de 1260 du fief de Vingrau par Pons de Vernet à l'Abbaye de Fontfroide, les limites du fief mentionné correspondant encore aux limites du village actuel.

## Description
Le monolithe est constitué d'une dalle en calcaire de 2,45 m de hauteur sur 1,30 m au plus large et d'une épaisseur de 0,40 m à la base réduite à 0,25 m au sommet. La pierre est très inclinée vers le nord. Selon Abélanet, les dimensions de la pierre plaident pour y reconnaître un menhir qui fut ultérieurement inclus dans le système de bornage de la commune. En effet, toutes les autres bornes voisines ne mesurent qu'entre 0,90 m et 1,30 m de hauteur et comportent une gravure réalisée au burin représentant un « S » allongé barré en son milieu d'un trait horizontal aux extrémités pattées. Ce même signe a par ailleurs été gravé en plusieurs autres endroits même en l’absence de borne (affleurement ou paroi de rocher).
La pierre est implantée en surplomb du ravin de Jaça del Reco où furent découverts plusieurs ossuaires datés de l'Âge du cuivre.